# Tanahashi Yusuke
Tanahashi Yusuke (棚橋 雄介 Tanahashi Yusuke, sinh ngày 9 tháng 4 năm 1987) là một cầu thủ bóng đá người Nhật Bản. Anh thi đấu cho Vonds Ichihara.

## Thống kê câu lạc bộ
| Thành tích câu lạc bộ | Thành tích câu lạc bộ | Thành tích câu lạc bộ | Giải vô địch | Giải vô địch | Cúp                   | Cúp                   | Cúp Liên đoàn | Cúp Liên đoàn | Tổng cộng | Tổng cộng |
| Mùa giải              | Câu lạc bộ            | Giải vô địch          | Số trận      | Bàn thắng    | Số trận               | Bàn thắng             | Số trận       | Bàn thắng     | Số trận   | Bàn thắng |
| Nhật Bản              | Nhật Bản              | Nhật Bản              | Giải vô địch | Giải vô địch | Cúp Hoàng đế Nhật Bản | Cúp Hoàng đế Nhật Bản | J.League Cup  | J.League Cup  | Tổng cộng | Tổng cộng |
| --------------------- | --------------------- | --------------------- | ------------ | ------------ | --------------------- | --------------------- | ------------- | ------------- | --------- | --------- |
| 2011                  | Kataller Toyama       | J2 League             | 3            | 0            | 0                     | 0                     | -             | -             | 3         | 0         |
| 2012                  | FC Ryukyu             | Football League       | 23           | 4            | 1                     | 0                     | -             | -             | 24        | 4         |
| 2013                  | FC Ryukyu             | Football League       | 32           | 8            | 2                     | 0                     | -             | -             | 34        | 8         |
| 2014                  | Kataller Toyama       | J2 League             |              |              |                       |                       | -             | -             |           |           |
| Quốc gia              | Nhật Bản              | Nhật Bản              | 58           | 12           | 3                     | 0                     | -             | -             | 61        | 12        |
| Tổng                  | Tổng                  | Tổng                  | 58           | 12           | 3                     | 0                     | -             | -             | 61        | 12        |